# 23006 Pazden
23006 Pazden è un asteroide della fascia principale. Scoperto nel 1999, presenta un'orbita caratterizzata da un semiasse maggiore pari a 2,8942462 UA e da un'eccentricità di 0,0202612, inclinata di 2,13170° rispetto all'eclittica.